# Philipp Rosenthal

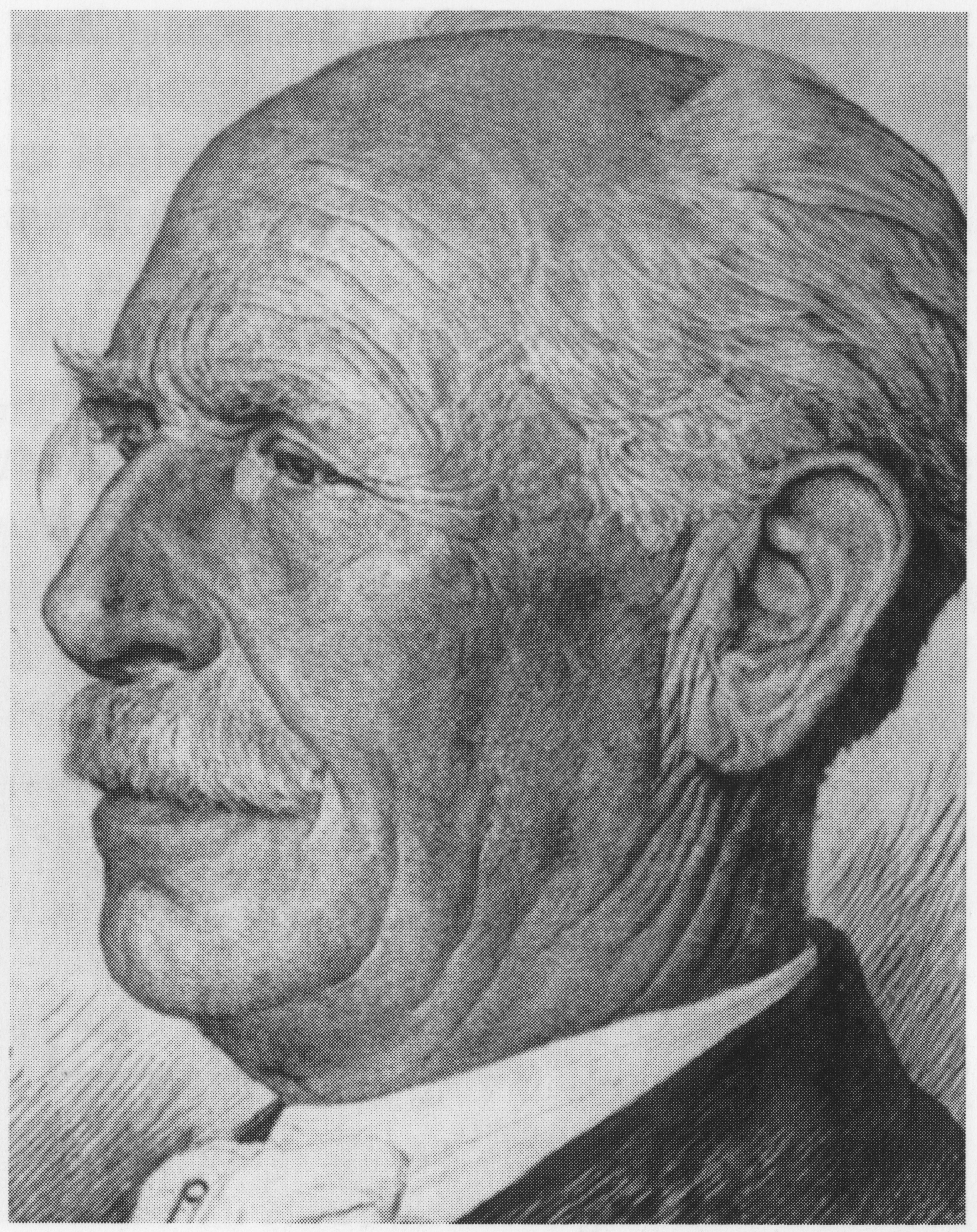
Porträtzeichnung von Philipp Rosenthal

Philipp Rosenthal (* 6. März 1855 in Werl; † 30. März 1937 in Bonn) war ein deutscher Gestalter und Industrieller.

## Leben

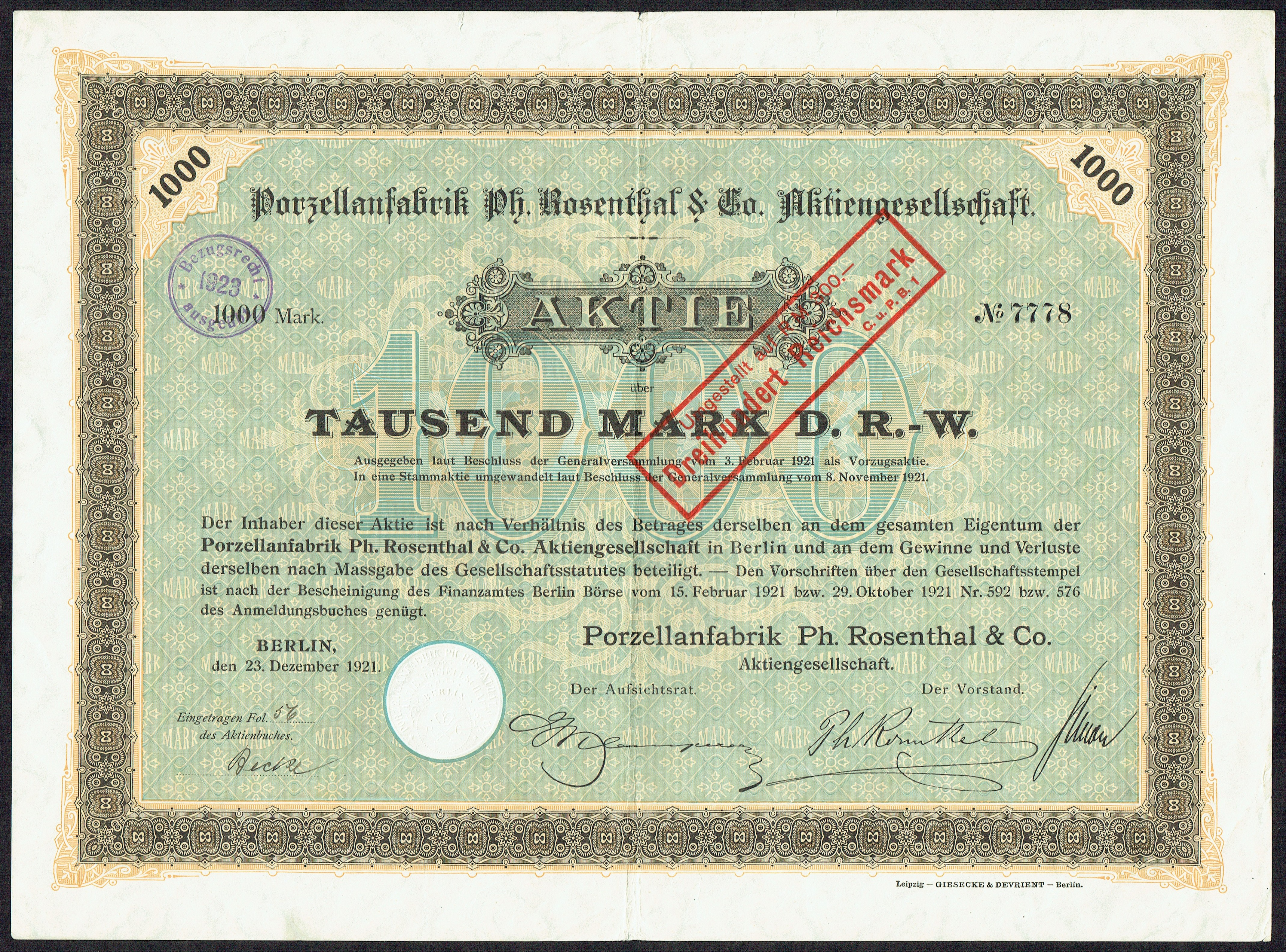
Aktie über 1000 Mark der Porzellanfabrik Ph. Rosenthal & Co. AG vom 23. Dezember 1921, mit Unterschrift von Vorstand Philipp Rosenthal.

Rosenthal war Sohn des Porzellanhändlers Abraham Rosenthal und von Emilie Rosenthal, geb. Meyer, und Vater von Philip Rosenthal sowie Stiefvater von Udo Franck-Rosenthal. Rosenthal wurde im väterlichen Betrieb ausgebildet und ging mit 18 Jahren in die Vereinigten Staaten, wo er nach einigen Hilfstätigkeiten zum Porzellaneinkäufer der Detroiter Porzellanimportfirma Jacob Meyer Brothers wurde. Auf seinen Geschäftsreisen stellte er bald fest, dass bemaltes Porzellan, wie es die amerikanische Firma suchte, Mangelware war. Deshalb beschloss er 1879, nach Deutschland zurückzukehren und eine Porzellanmalerei zu eröffnen. Er begann mit zwei Malern in Schloss Erkersreuth, wozu er Weißporzellan von der Porzellanfabrik Lorenz Hutschenreuther im benachbarten Selb bezog. Der unerwartete Durchbruch gelang jedoch mit dem Aschenbecher „Ruheplätzchen für brennende Zigarren“. Bereits nach kurzer Zeit beschäftigte Rosenthal 60 Angestellte, verlegte das Unternehmen nach Selb und eröffnete dort 1889 eine eigene Porzellanfabrik. Rosenthal erweiterte das Unternehmen durch Neugründungen und Ankäufe und wandelte es 1897 in die Philipp Rosenthal & Co. AG um. Ein nächster Verkaufsschlager wurde das acht- und zwölfeckige Porzellan „Maria“, das Rosenthal nach seiner zweiten Frau Maria Franck benannte, die die Tochter des königlichen Advokaten Josef Frank war. Sie hatte sich 1916 scheiden lassen, um den deutlich älteren Rosenthal heiraten zu können. 
In der NS-Zeit wurde der Katholik Rosenthal wegen seiner jüdischen Abstammung aus dem Unternehmen verdrängt. Um das Ansehen des exportstarken Unternehmens im Ausland nicht zu beschädigen, wagten es die Machthaber nach 1933 nicht, direkt gegen ihn vorzugehen. Trotzdem musste Rosenthal 1934 den Vorstandsvorsitz niederlegen. Bald bot sich, durch Familienzwistigkeiten begünstigt, eine Gelegenheit, Rosenthal unauffälliger kalt zu stellen. Einerseits befürchteten die Töchter aus erster Ehe, Klara und Anna, bei Erbstreitigkeiten zu kurz zu kommen. Andererseits erteilte Rosenthal seinem Stiefsohn außerordentliche Vollmachten und beabsichtigte, ihn als Wahrer seiner Interessen einzusetzen. Daraufhin beantragten die Söhne der Rosenthal-Tochter Anna beim Gericht, den Großvater zu entmündigen. Die Vorstandsmitglieder schlossen sich dem Antrag an, als Rosenthal von ihnen verlangte, seinen Stiefsohn in den Vorstand aufzunehmen. 1936 wurde Rosenthal entmündigt und unter Vormundschaft gestellt. Um aber auch länger zurückliegende, bindende Entschlüsse des entthronten Generaldirektors für nichtig erklären zu können, ließen Rosenthals Gegner vom Leiter der Münchner Psychiatrischen und Nervenklinik ein negatives Gutachten erstellen. Dieser fasste alle früheren medizinischen Gutachten am 15. Februar 1937 in dem Urteil zusammen, Rosenthal wäre „infolge schwerer, durch Arterienveränderungen komplizierter Altersveränderungen des Gehirns“ schon seit dem 12. März 1934 fortlaufend geschäftsunfähig gewesen. 
Nach seinem Tod in Bonn wurde er in Bozen bestattet.
1950 trat sein Sohn Philip Rosenthal nach seinem Exil in England in die Rosenthal AG ein. Internationale Bedeutung erzielte die Firma durch ihr von modernen Künstlern wie Henry Moore, Friedensreich Hundertwasser, Salvador Dalí, Ernst Fuchs und HAP Grieshaber entworfenes Porzellan.

## Leipziger Messe

Logo der Firma Rosenthal

Erstmals im Jahre 1879 stellte Rosenthal auf der Leipziger Messe aus. Die Messeteilnahme gab ihm Gelegenheit, seine Produkte mit verhältnismäßig wenig Aufwand in der Welt bekannt zu machen, was einen großen Zuwachs des Exportgeschäfts bewirkte.
Als nach Ausbruch des Ersten Weltkriegs die Leipziger Messe zum Erliegen kam und im Ausland neue Messen ins Leben gerufen wurden, erkannte er die Notwendigkeit, die Messe auch während des Krieges abzuhalten, da sie sonst weiter isoliert und bedeutungslos werden würde. In der Folge wurde Rosenthal zu einem engagierten Förderer der Leipziger Messe. Er setzte sich entschieden für die Fortsetzung der Messe während des Krieges ein und regte 1915 die Gründung einer Vereinigung der Aussteller und Messeeinkäufer, der Zentralstelle für Interessenten der Leipziger Messe e. V., an, deren Vorsitzender er wurde.
Am 18. August 1916 war Rosenthal einer der drei Unterzeichner der Gründungssatzung des Meßamtes für die Mustermessen, das am 8. Februar 1917 seine Arbeit aufnahm und das Ende der Phase des Übergangs der Leipziger Messe von der Waren- zur Mustermesse darstellte. Zur Frühjahrsmesse 1917 bildete Rosenthal einen Wirtschaftsausschuss der deutschen Friedensindustrie. Maßgeblich beteiligt war er auch an der Eingliederung der Technischen Messe in die allgemeine Mustermesse. Rosenthal war Vorsitzender des Arbeitsausschusses des Leipziger Meßamtes.
Als Ehrung für sein Wirken in Leipzig beschloss der Rat der Stadt Leipzig am 6. Februar 1926, den bisherigen Windmühlenweg, der direkt auf das neue Gelände der Technischen Messe führte, schon zu Lebzeiten Rosenthals in Philipp-Rosenthal-Straße umzubenennen. In der Zeit des Nationalsozialismus hieß die Straße seit 1936 Kaiser-Maximilian-Straße, am 19. Mai 1945 wurde sie wieder in Philipp-Rosenthal-Straße rückbenannt.

## Ausstellungen
- 2016: Rosenthal – ein Mythos. Zwei Männer schreiben Geschichte. Porzellanikon, Hohenberg an der Eger und Selb.[6]